# ويم هندريكس
ويم هندريكس (19 أبريل 1930 أمستردام هولندا - 24 مارس 1975) هو لاعب كرة قدم هولندي سابق كان يلعب كمدافع.

## وصلات خارجية
- ويم هندريكس على موقع قاعدة بيانات كرة القدم.إي يو (الإنجليزية)
- ويم هندريكس على موقع ناشيونال فوتبول تيمز (الإنجليزية)
- ويم هندريكس على موقع أوليمبيديا (الإنجليزية)